# Zakir Bektić
Šejh Zakir ef. Bektić (Sarajevo, 1933. – Sarajevo, 25. studenog 2005.), bosanskohercegovački je teolog bošnjačkog podrijetla, šejh kadirijskog, rifaijskog i bedevijskog tarikata.

## Životopis
Zakir Bektić je rođen 1933. godine u  Sarajevu. Radni vijek je proveo baveći se bravarskim i mehaničarskim zanatom, kao i poslom vozača, da bi na kraju bio umirovljen kao šef transporta u sarajevskom GRAS-u.
Prvi učitelj koji ga je uveo u tarikat bio je kadirijski šejh Mehmed ef. Kelerdžić pred kojim je položio bejat (prisegu) 1964. godine, a sam Mehmed ef. je bio kalif šejh Kadri ef. iz Kosovske Mitrovice. Nakon smrti ove dvojice šejhova, Zakir Bektić se druži i uči od Adem–bega ef. Karadžozovića i to druženje trajalo je jedanaest godina.
Godine 1969. Fahri ef. Ilijasi iz Đakovice daje mu izun (dozvolu) za vođenje zikra i ovlašćuje ga za davanje derviških virdova. Prvu halku Zakir Bektić okuplja i zikir vodi u privatnoj kući Ahmed Šehbajraktarevića, da bi 1972. godine, obnovio oronulu Hadži-Timurhanovu  džamiju na Čeljigovićima i uz nju izgradio tekiju i tu nastavio sa svojim aktivnostima. Godine 1988. godine na poziv tamošnjih šejhova odlazi u  Siriju u grad Alep i tamo dobiva izun (dozvolu) za upućivanje u kadirijski, rifaijski i bedevijski usul.
Šejh Zakir Bektić je preminuo u Sarajevu, 25. studenog 2005. godine. Sahranjen je na groblju Faletići u Sarajevu. Iza njega su ostale četiri medžlis-halke u Sarajevu s tekijama u naseljima: Čeljigovići, Aneks i Kovači, kao i tekije u Pazariću, Travniku i Tešnju i po jedna tekija u Sandžaku i  Sjevernoj Makedoniji.

## Vanjske poveznice
- Šejh Zakir ef. Bektić r.a.